# Југословенска кинематографија
Југословенској кинематографији припадају филмови који су се производили у Југославији.

## Преглед
Социјалистичка Федеративна Република Југославија имала је међународно признату филмску индустрију. Југославија је пријавила многе филмове за Оскарову награду за најбољи филм на страном језику, од којих је шест номиновано. Филмске куће укључују Јадран филм из Загреба, СР Хрватска; Авала филм из Београда, СР Србија; Сутјеска филм и Студио филм из Сарајева, СР Босна и Херцеговина; Зета филм из Будве, СР Црна Гора; Вардар филм и Македонија филм из Скопља, СР Македонија, Триглав филм из Љубљане, СР Словенија и др.
Истакнути мушки глумци били су Данило Стојковић, Љуба Тадић, Беким Фехмију, Фабијан Шоваговић, Мустафа Надаревић, Бата Живојиновић, Борис Дворник, Љубиша Самарџић, Драган Николић и Раде Шербеџија, док Милена Дравић, Неда Арнерић, Мира Фурлан и Ена Беговић представљају истакнуте југословенске глумице. Међу афирмисаним филмским режисерима били су: Емир Кустурица, Душан Макавејев, Горан Марковић, Лордан Зафрановић, Горан Паскаљевић, Живојин Павловић и Хајрудин Крвавац. У многим југословенским филмовима су играли еминентни страни глумци попут Орсона Велса и Јула Бринера у филму номинованом за Оскара Битка на Неретви и Ричарда Бартона у Сутјесци. Такође, многи страни филмови су снимани на локацијама у Југославији укључујући и домаће екипе, као што су Снага 10 из Наварона са Харисоном Фордом, Робертом Шоом и Франком Нером, Божји оклоп са Џекијем Ченом, као и Бекство из Собибора са Аланом Аркином, Џоаном Пакулом и Рутгером Хауером. Пулски филмски фестивал је био запажен филмски фестивал.
Партизански филм је поджанр ратних филмова, насталих у Југославији током 1960-их, 1970-их и 1980-их година. У најширем смислу, главне карактеристике партизанских филмова су да се дешавају у Југославији током Другог светског рата и да су главни протагонисти партизани, док су антагонисти силе Осовине и њихови сарадници. Изван Југославије, партизански филмови су били посебно популарни у Кини.
Југословенска кинотека је била један од оснивача Међународне федерације филмских архива и била је национална кинотека бивше Југославије, основана 1949. године у Београду.

## Филмови
- Битка на Неретви
- Сутјеска
- Валтер брани Сарајево
- Сјећаш ли се Доли Бел?
- Ко то тамо пева
- Мост (филм)
- Луде године
- Маратонци трче почасни круг
- Дом за вешање
- Тко пјева зло не мисли
- Отац на службеном путу
- Скупљачи перја

Копродукција:
- Kelly's Heroes
- Captain America (1990 film)
- Armour of God
- A Corpse Hangs in the Web
- Le Prix du Danger
- High Road to China
- Transylvania 6-5000 (1985 film)
- Genghis Khan (1965 film)
- The Trial (1962 film)
- W.R.: Mysteries of the Organism
- The Long Ships (film)
- Taras Bulba (1962 film)
- Escape from Sobibor
- Score (1974 film)
- Old Shatterhand (film)
- Winnetou film series
- Kapò
- Man and Beast
- Destination Death

## Телевизија
- Топ листа надреалиста